# Авраменко Василь Максимович
Авра́менко Васи́ль Макси́мович (нар. 1913 — † 15 грудня 1972) — Герой Радянського Союзу.

## Біографія
Народився у 1913 року у селі Славгород Синельніківського району Дніпропетровської області в родині селянина. Українець. Освіта початкова. Працював комбайнером. Член КПРС з 1941 року.
У Червоній армії і на фронті з липня 1941 року. Червоноармієць. Стрілець 592-го стрілецького полку 203-ї стрілецької дивізії 12-ї армії Південно-Західного фронту. Особливо відзначився у бою за розширення плацдарму на правому березі Дніпра поблизу села Петро-Свистунове (Вільнянський район Запорізька область).
Після закінчення війни жив та працював комбайнером у селі Гасанівка Запорізької області.
Помер 15 грудня 1972 року.

## Нагороди
Нагороджений орденом Леніна, медаллю «Золота Зірка», медалями.
Указом Президії Верховної Ради СРСР від 19 березня 1944 року за мужність та героїзм, проявлені в боях, червоноармійцю Авраменку В. М. було присвоєно звання Героя Радянського Союзу, але через помилку штабного писаря було написано помилково по батькові, і нагороду Василь Авраменко отримав тільки в 1952 році.